# Curaçá
Curaçá là một đô thị thuộc bang Bahia, Brasil. Đô thị này có diện tích 6442,19 km², dân số năm 2007 là 31889 người, mật độ 4,95 người/km².